# Фотина (Пијерија)
Фотина (грч. Φωτεινά) је насељено место у општини Катерини у периферији Средишња Македонија, Грчка. Према попису из 2021. године било је 266 становника.
Насеље је подигнуто после Грчког грађанског рата и први пут се помиње на попису из 1971. године са 434 становника.